# Macrosiphum davisi
Macrosiphum davisi är en insektsart. Macrosiphum davisi ingår i släktet Macrosiphum och familjen långrörsbladlöss. Inga underarter finns listade i Catalogue of Life.